# Ghost Wars
Ghost Wars è una serie televisiva paranormale di genere action creata da Simon Barry. È stato presentato in anteprima su Syfy il 5 ottobre 2017. La prima stagione dello show si è conclusa il 4 gennaio 2018 per un totale di tredici episodi.
La serie è stata pubblicata su Netflix il 2 marzo 2018. Il 21 aprile 2018 Syfy ha annunciato la cancellazione della serie.

## Trama
Ghost Wars si svolge in una remota città dell'Alaska che è stata invasa da forze paranormali. La serie si concentra sul reietto locale, Roman Mercer, che deve superare i pregiudizi della città e i suoi demoni personali se vuole sfruttare i suoi poteri psichici repressi per salvare tutti dalla minaccia incombente.

## Episodi
| Stagione       | Episodi | Prima TV USA | Pubblicazione Italia |
| -------------- | ------- | ------------ | -------------------- |
| Prima stagione | 13      | 2017-2018    | 2018                 |

## Cast

### Personaggi principali
- Roman Mercer, interpretato da Avan Jogia
- Billy McGrath, interpretato da Kim Coates
- Padre Dan Carpenter, interpretato da Vincent D'Onofrio
- Doug Rennie, interpretato da Meat Loaf
- Dr. Landis Barker, interpretata da Kandyse McClure
- Dr. Marilyn McGrath-Dufresne, interpretata da Kristin Lehman

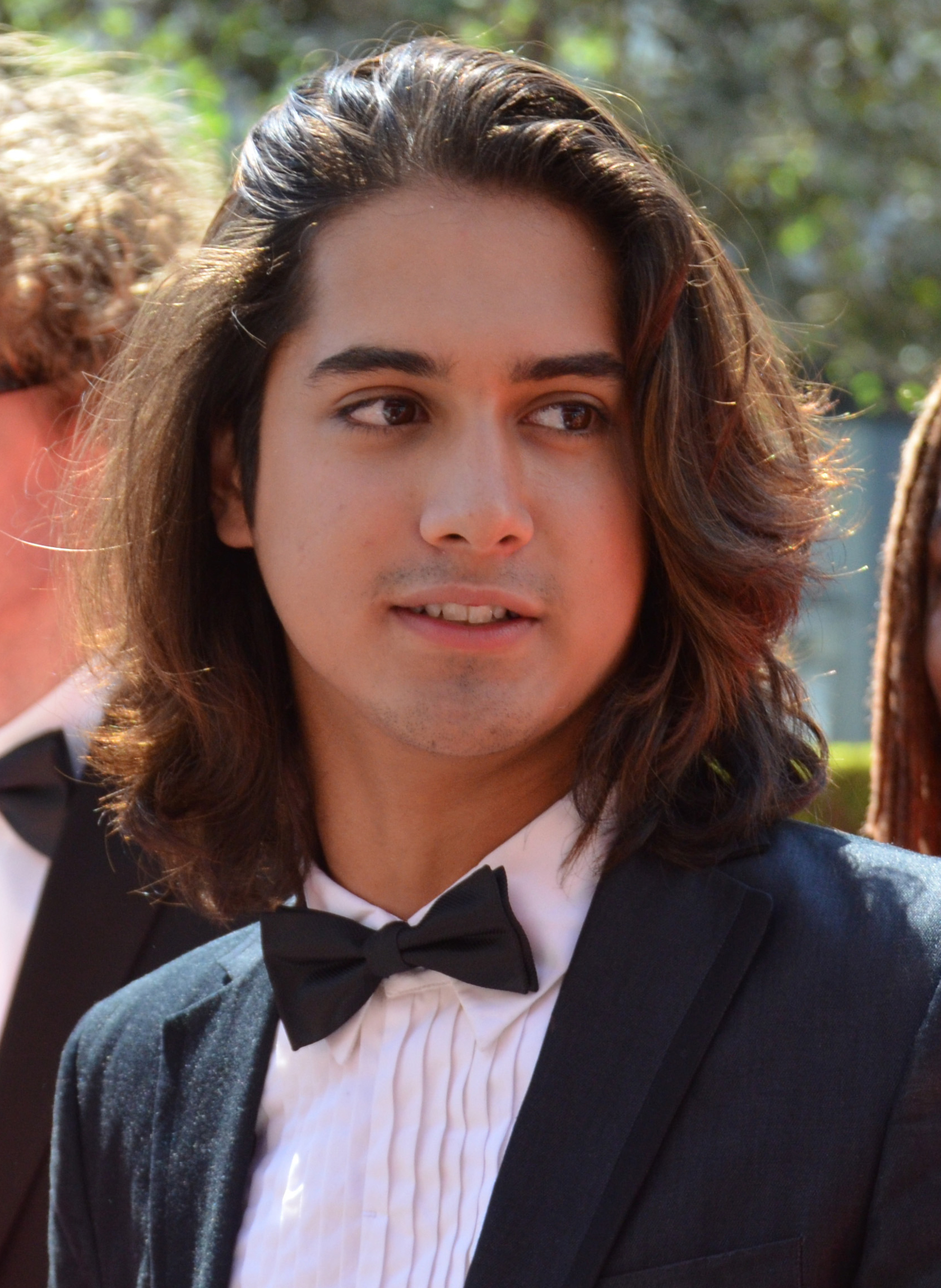
Avan Jogia interpreta Roman Mercer
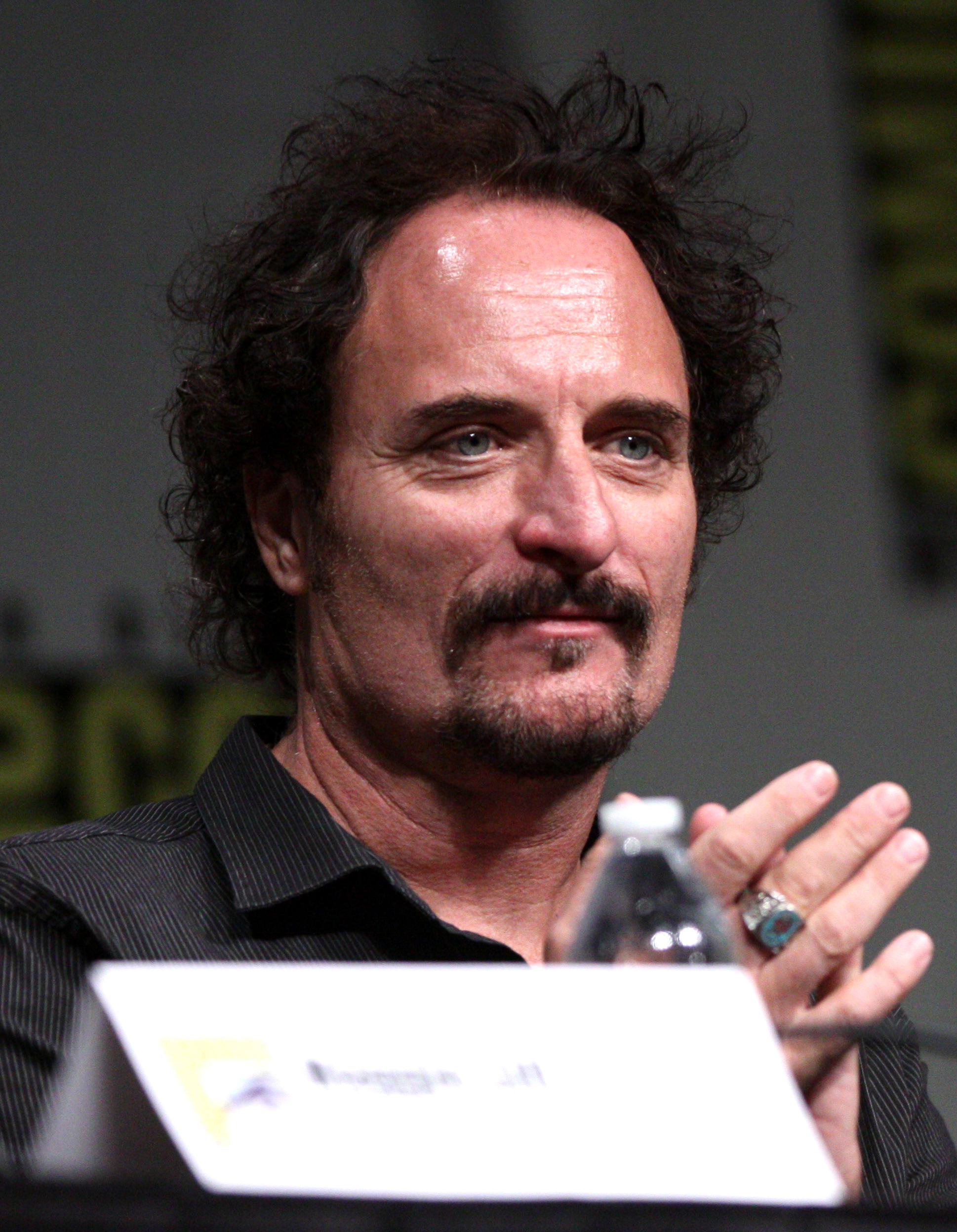
Kim Coates interpreta Billy McGrath
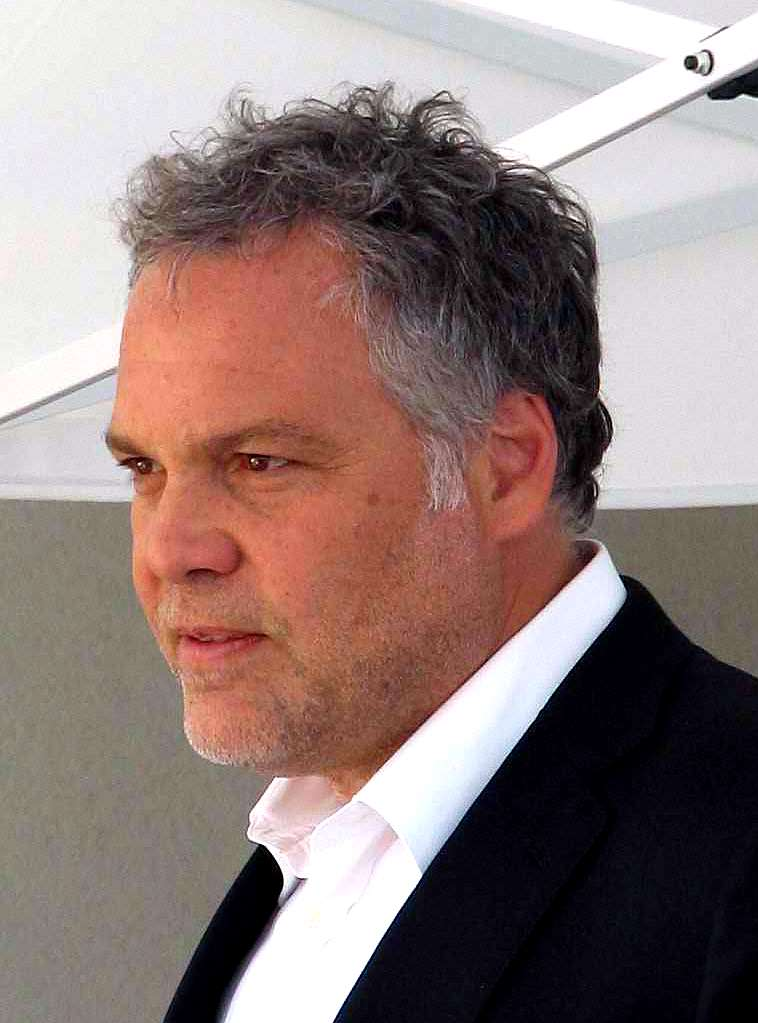
Vincent D'Onofrio interpreta Padre Dan Carpenter
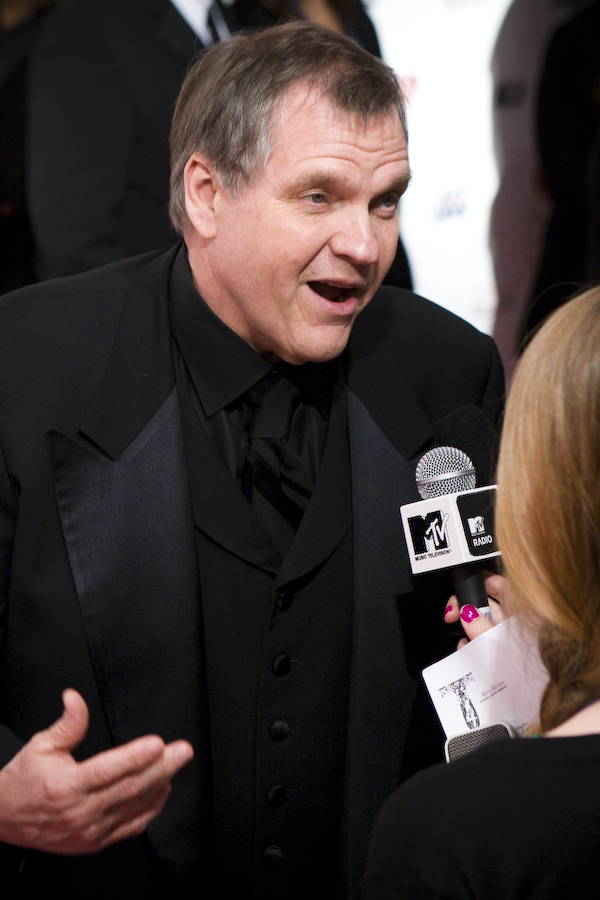
Meat Loaf interpreta Doug Rennie
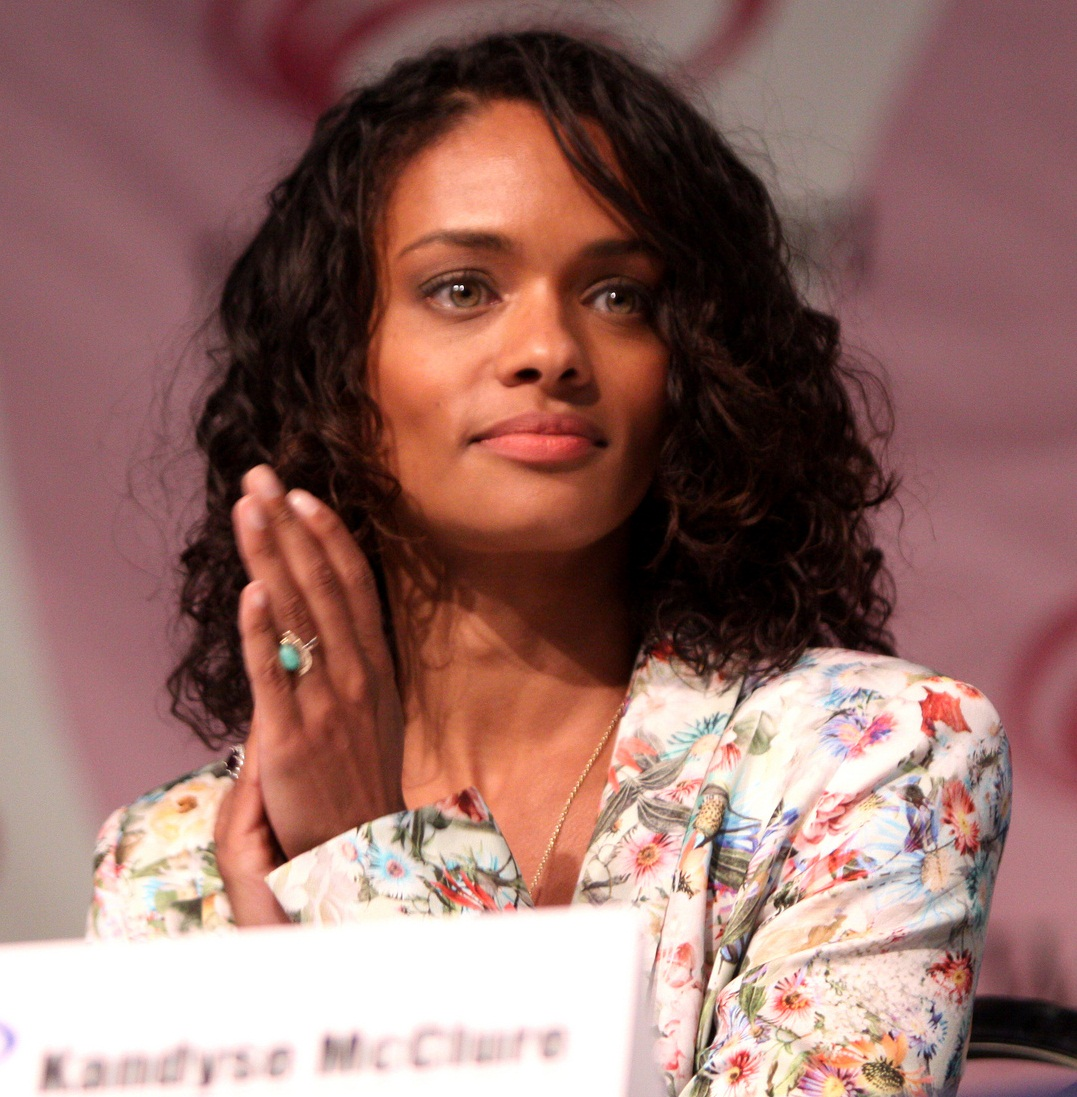
Kandyse McClure interpreta Dr. Landis Barker
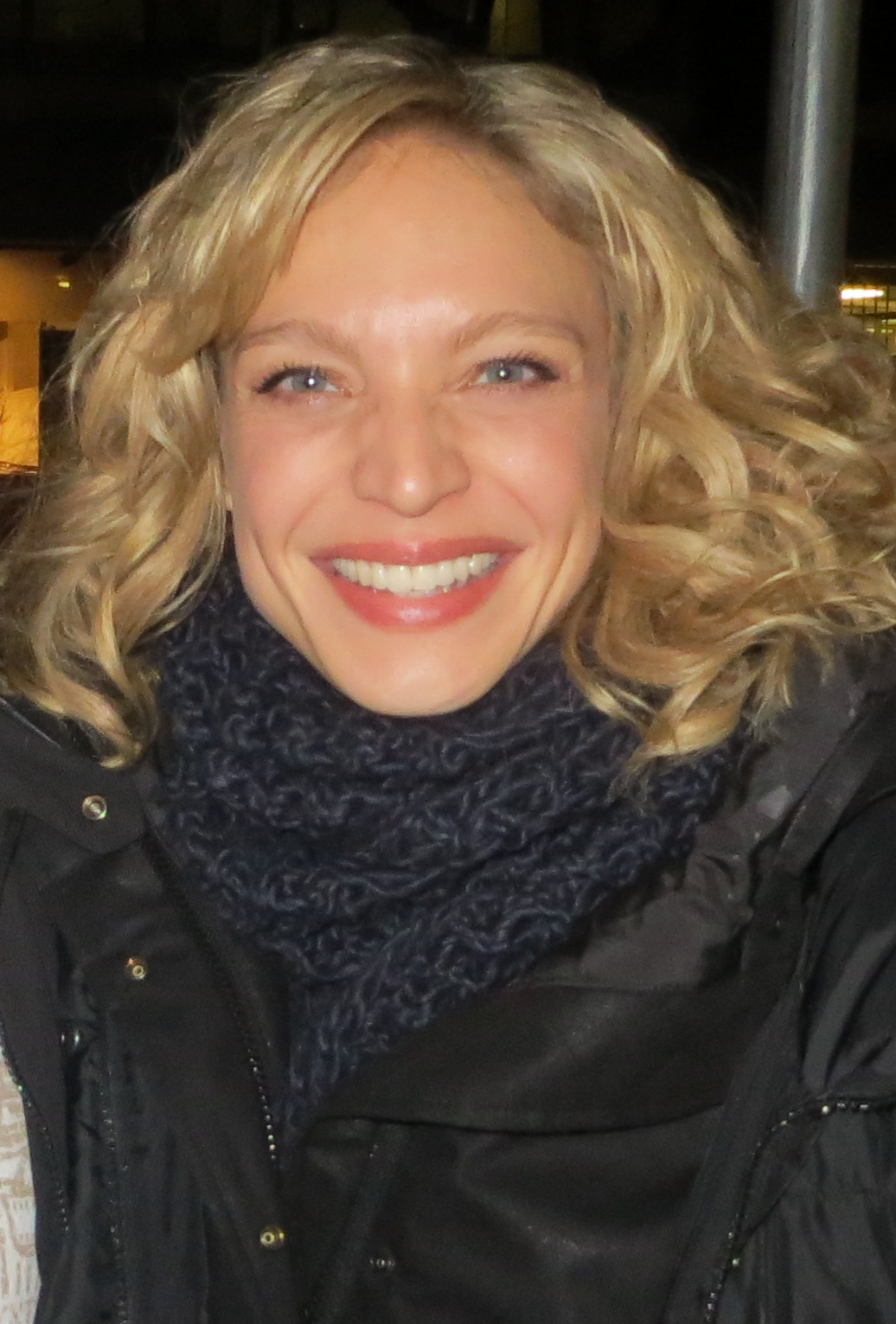
Kristin Lehman interpreta Dr. Marilyn McGrath-Dufresne

### Personaggi secondari
- Maggie Rennie, interpretata da Elise Gatien, è la spettrale amica di Roman e figlia di Doug Rennie la cui morte continua a tormentare suo padre.
- Deputy Norman "Norm" Waters, interpretato da Jesse Moss, è il vicesceriffo che per primo credere nelle visioni spettrali di Roman.
- Paolo Jones, interpretato da Andrew Moxham, è uno scienziato presso l'Istituto LAMBDA.
- Karla Kowalski-Jones, interpretata da Sonja Bennett, è la proprietaria del principale locale del posto, dimostra di essere più dura di suo marito, Paolo.
- Valerie "Val" McGrath-Dufresne, interpretata da Luvia Petersen, è la sorella di Billy e moglie di Marilyn.
- Isabel McGrath-Dufresne, interpretata da Allison James, è la figlia di Val e Marilyn, la cui connessione, insieme alla sorella gemella Abigail, spaventa ai suoi genitori.
- Abigail McGrath-Dufresne, interpretata da Sarah Giles, è la figlia di Val e Marilyn, la cui connessione, insieme alla sorella gemella Isabel, spaventa i suoi genitori.
- Nadine Mercer, interpretata da Veena Sood, è la madre negromante di Roman il cui misterioso passato continua a perseguitare lei e suo figlio.
- Sophia Moon, interpretata da Sharon Taylor, è la cittadina che diventa perseguitata dopo la morte di suo figlio e dei suoi concittadini.
- Carol (aka Bake Sale Carol), interpretata da Kathryn Kirkpatrick, è la signora della chiesa che è sempre disposta a dare una mano per aiutare o ad essere un buon orecchio per i pettegolezzi.

## Produzione
Le riprese della prima stagione si sono concluse il 31 agosto 2017.